# Фелбамат
Фелбама́т — противоэпилептическое лекарственное средство, используется для лечения парциальных эпилептических припадков (с генерализацией и без) у взрослых и парциальных и генерализованных приступов, связаных с синдромом Леннокса — Гасто у детей. Имеет слабое тормозящее действие на ГАМК рецепторы. По химической структуре имеет некоторое сходство с транквилизатором мепротаном.
Механизм действия окончательно не установлен. При исследовании молекулярных механизмов действия показано, что фелбамат может проявлять антагонизм к участкам NMDA-рецептора, связывающим глицин, вследствие этого блокировать возбуждающие эффекты аминокислот и подавлять интенсивность эпилептических припадков.
В России как лекарственный препарат не применялся и не регистрировался.